# Battaglia di Médenine
La battaglia di Médenine ebbe origine dall'attacco compiuto, durante la Campagna del Nord Africa, dalla 1ª Armata Italiana verso le posizioni tenute dalla 8ª Armata britannica, partendo dalla linea del Mareth (Tunisia), insieme di fortificazioni create dai francesi e occupate dall'Asse, rinforzate con fortini e capisaldi. Questa operazione era stata progettata da Rommel per disturbare lo spiegamento offensivo dell'Ottava Armata.

## Lo scenario storico

Mappa della Tunisia durante la campagna del 1942 - 1943

A seguito della sconfitta ad El Alamein, le truppe dell'Asse impegnate in nord Africa avevano iniziato la loro ritirata verso Tripoli. La città era divenuta indifendibile dopo lo sbarco di statunitensi e britannici in Africa Occidentale. Rommel decise di ritirarsi in Tunisia, per poter respingere le forze statunitensi avanzanti da ovest e poi concentrarsi sui britannici ad est. Tedeschi e italiani si fortificarono sulla linea del Mareth, mentre Rommel guidava il grosso delle truppe contro il secondo corpo statunitense sbaragliandolo nella battaglia del passo di Kasserine. Questa vittoria tattica però non corrispondeva ai piani di Rommel in quanto la manovra venne attuata con vari ritardi, dovuti anche alle divergenze di opinioni sugli obiettivi tattici tra Rommel, che voleva puntare decisamente verso l'importante base logistica alleata di Tébessa e Von Arnim, che voleva invece puntare verso Le Kef e Tunisi, in un'operazione meno ambiziosa a causa dei mezzi a disposizione ma anche meno promettente dal punto di vista strategico. Nonostante la proposta di nomina a capo del Gruppo di Armate Africa italo-tedesco, inizialmente promessa a Von Arnim e della quale invece Kesselring si era fatto latore verso Rommel, e dell'assenso inizialmente negato a proseguire verso Tebessa, il 22 febbraio lo stesso Rommel ritenne che ormai il ritardo accumulato nell'esecuzione della manovra avrebbe favorito un attacco inglese da est contro la Linea del Mareth, e pertanto sospese le operazioni offensive ad ovest. Pertanto Rommel decise di prevenire l'azione inglese con l'operazione Capri, un attacco da condurre in inferiorità numerica contro un nemico che sperava non ancora pronto nelle sue posizioni difensive.

## Ordini di battaglia

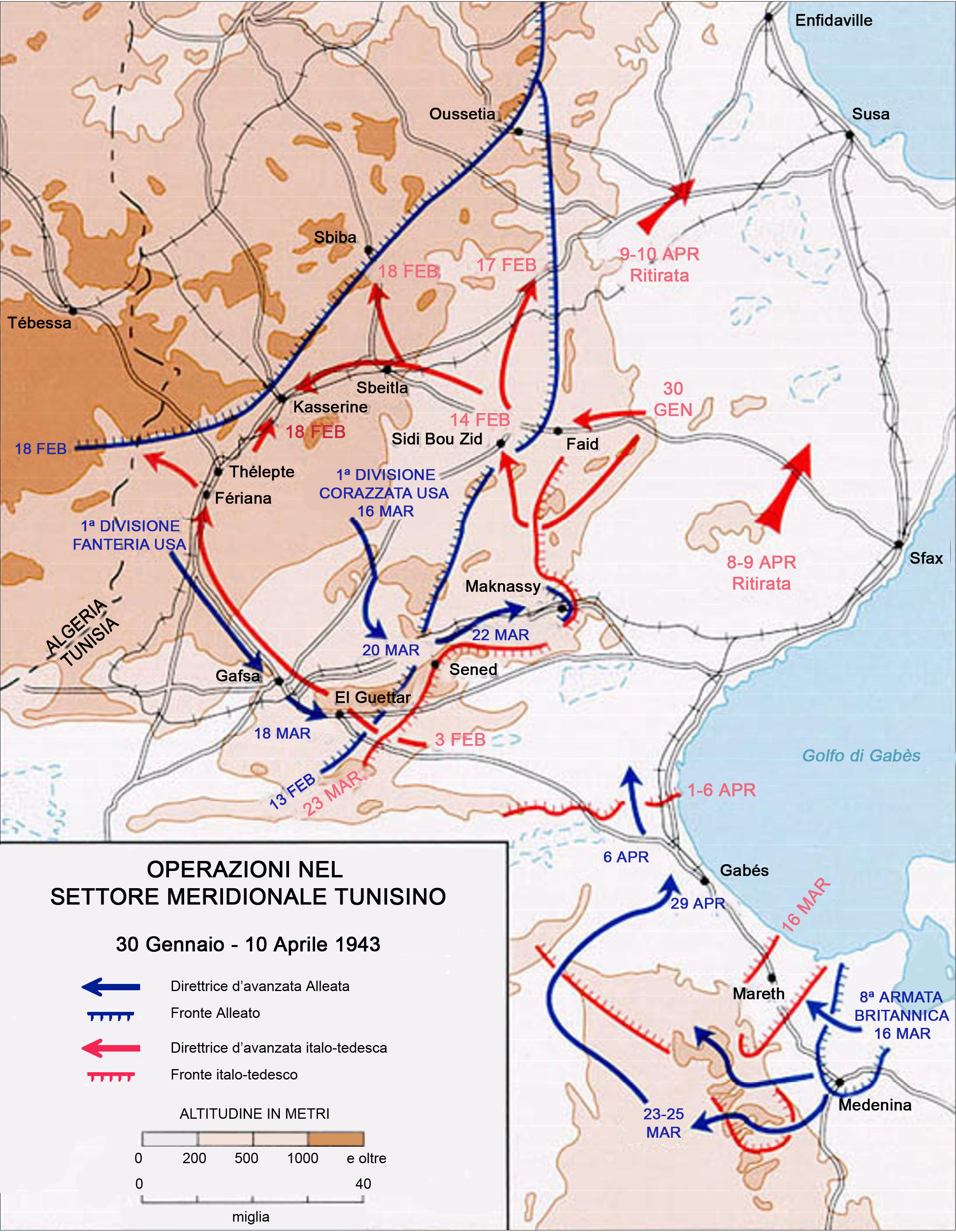
Le operazioni in Tunisia, 30 gennaio – 1º aprile 1943

### Alleati
- VIII Armata britannica
  - XXX Corpo d'Armata britannico
    - 50ª Divisione di Fanteria britannica
    - 51ª Divisione di Fanteria britannica
    - 4ª Divisione di Fanteria indiana
    - 210ª Brigata di Fanteria delle Guardie britannica
    - 23ª Brigata Corazzata britannica

  - Corpo d'Armata neozelandese
    - 2ª Divisione di Fanteria neozelandese
    - 8ª Brigata Corazzata britannica
    - Unità francesi

  - X Corpo d'Armata britannico
    - 1ª Divisione Corazzata britannica
    - 7ª Divisione Corazzata britannica

### Asse
- 1ª Armata italiana (ex-Panzerarmee Afrika)
  - XX Corpo d'Armata italiano
    - 136ª Divisione di Fanteria "Giovani Fascisti"
    - 101ª Divisione motorizzata "Trieste"
    - 90. leichte Afrika-Division
    - 285º Battaglione Paracadutisti "Folgore" (i superstiti della "Folgore" di El Alamein)

  - XXI Corpo d'Armata italiano
    - 80ª Divisione di Fanteria "Spezia"
    - 16ª Divisione di Fanteria "Pistoia"
    - 164. leichte Afrika-Division
- 3º Stormo
- XVI Gruppo
  - In riserva
    - 15. Panzer-Division

  - Difesa del passo di Tebega
    - Raggruppamento Sahariano

  - Non inquadrata
    - 21. Panzer-Division

C'erano in più la 19. Flakdivision, la 1. Luftwaffebrigade e il Panzergrenadier Afrika Regiment.
Rommel, benché fosse in netta inferiorità numerica (150 carri armati contro i circa 450 britannici), decise di sferrare un attacco lungo la parte sud della linea il 6 marzo 1943. In base alle intercettazioni di Ultra delle trasmissioni nemiche, compiute dall'intelligence britannica, Montgomery conosceva già forza ed intenzioni dell'avversario. Di conseguenza riuscì a organizzare un'eccellente difesa basata su sei brigate e una concentrazione di 500 cannoni anticarro, compresi i nuovi pezzi da 17 libbre; tra i difensori si trovava la 1ª divisione neozelandese con decine di cannoni anticarro. In riserva si trovava anche la 7ª Divisione Corazzata britannica, pronta a sfruttare la situazione.

## La battaglia
Lo scontro principale avvenne nella località di Médenine in territorio tunisino, a pochi chilometri dalla linea del Mareth. La divisione italiana La Spezia e la 90ª leggera tedesca vennero incaricate di attaccare frontalmente a nord per un'azione dimostrativa, mentre tre divisioni corazzate effettuavano un attacco lungo un fronte di 15 km a sud verso il Tadjer Khir, un rilievo montuoso a nord ovest di Médenine, contro un nemico protetto anche da campi minati. Il risultato dell'attacco fu la perdita di 52 carri per l'Asse nel settore sud e alle 5 del pomeriggio Rommel, che aveva comunque affidato lo svolgimento della manovra a Messe, decretava la sospensione della manovra. 
I piloti dei Macchi M.C.202 della Regia Aeronautica rivendicavano 19 aerei della RAF e due dell'USAF a fronte della perdita di due caccia.
Il 9 marzo Rommel cedeva il comando delle forze dell'Asse nell'area a von Arnim e volava a Roma per poi rientrare in Germania per motivi di salute; sebbene ufficialmente il suo rientro fosse programmato al termine delle cure, non sarebbe più ritornato in Africa.

## Conseguenze
Lo scacco tattico permise a Montgomery di lanciare la sua offensiva, già pianificata e nota in codice tra gli Alleati come operazione Pugilist, che costrinse le forze dell'Asse ad un ulteriore arretramento in Tunisia.